# Austronemoura eudoxiae
Austronemoura eudoxiae är en bäcksländeart som beskrevs av Froehlich 1960. Austronemoura eudoxiae ingår i släktet Austronemoura och familjen Notonemouridae. Inga underarter finns listade i Catalogue of Life.